# Begonia umbellata
Begonia umbellata là một loài thực vật có hoa trong họ Thu hải đường. Loài này được Kunth mô tả khoa học đầu tiên năm 1825.